# Кібале (національний парк)
Національний парк Кібале (англ. Kibale National Park) — національний парк в центральній частині Західної області на заході Уганди, який охороняє вологі вічнозелені тропічні ліси Кібале.

## Географія

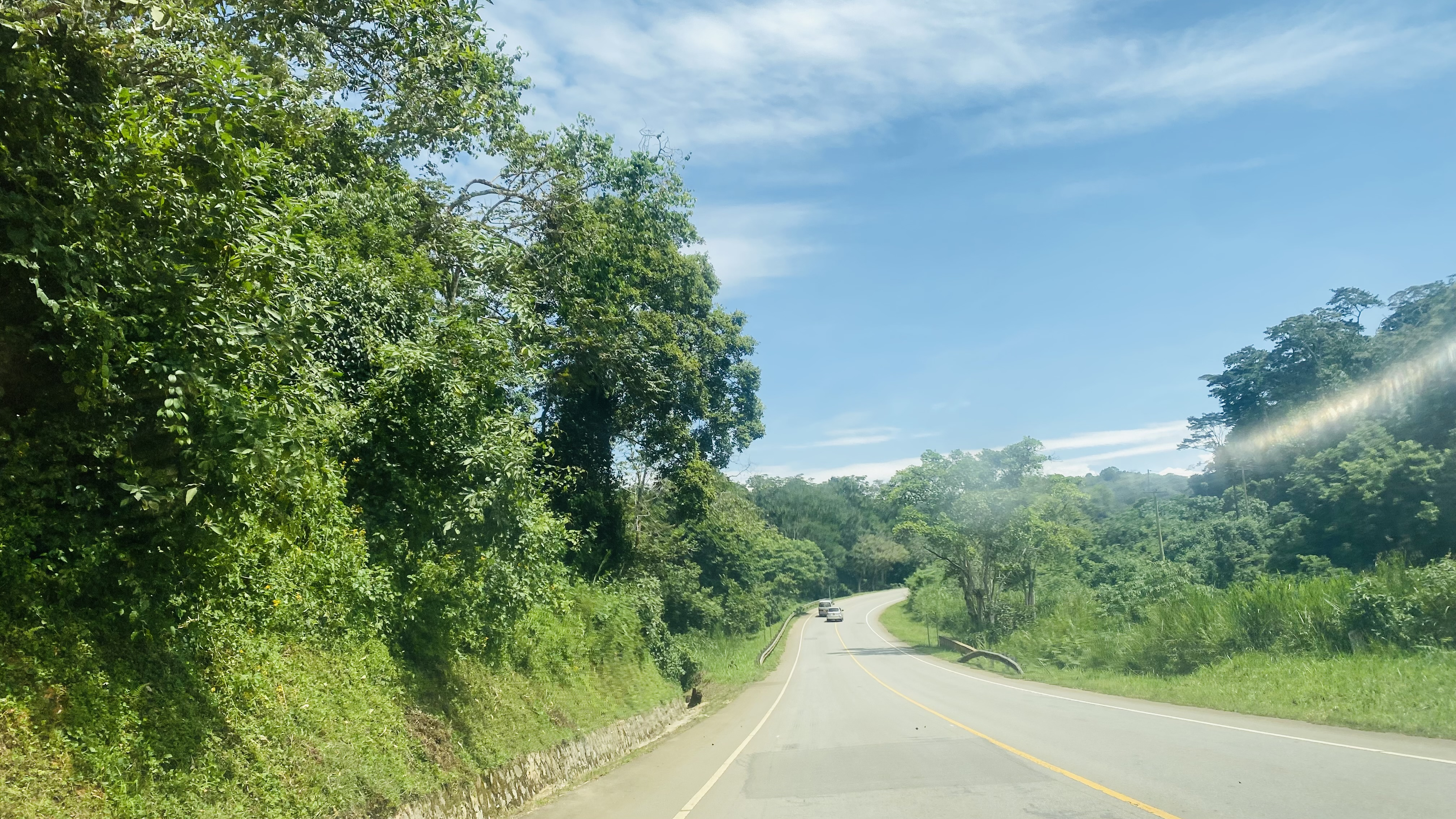
Дорога через національний парк

Площа національного парку становить 766 квадратних кілометрів, а його рельєф коливається в межах 1100—1600 метрів над рівнем моря. Він розташований у округах Кабароле, Камвенге і примикає з південного заходу до території округу К'єнжожо. Незважаючи на те, що він охоплює в основному вологі вічнозелені ліси, він містить різноманітні ландшафти. Кібале — одне з останніх просторів, що залишилися, де є рівнинні та гірські ліси. У східній Африці він охороняє останню значну ділянку передгірських лісів.
Парк був утворений у 1932 році та офіційно заснований у 1993 році для захисту великої території лісу, який раніше використовувався як лісовий заповідник. Парк утворює суцільний ліс разом із Національним парком королеви Єлизавети, який розташований на південному заході. Це розташування парків утворює 180-ти кілометровий коридор дикої природи. Це також важливе місце для екотуризму та сафарі, добре відоме своєю популяцією звиклих до людей шимпанзе та дванадцяти інших видів приматів. Тут також розташована станція біологічного поля університету Макерере.

## Місцеві жителі і парк
Два великих племені, тооро і кіга, населяють територію навколо парку. Вони використовують парк для отримання їжі, палива та інших ресурсів за сприяння Управління охорони дикої природи Уганди. За останнє століття населення навколо парку зросло в сім разів. Припускають, що це тому, що парк безпосередньо приносить дохід тим, хто живе навколо нього, а індустрія туризму створює робочі місця. Крім того, багато фермерів вважають, що тут ґрунт кращий для вирощування культур круглий рік. Це збільшення населення призвело до того, що територія навколо парку була розділена та забудована або перетворена на плантації та сільськогосподарські угіддя, а попит на дрова створює негативний вплив на середовище існування дикої природи парку. Вирубка дерев на паливо вже завдає шкоди багатьом лісовим масивам за межами Кібале.

## Біорізноманіття

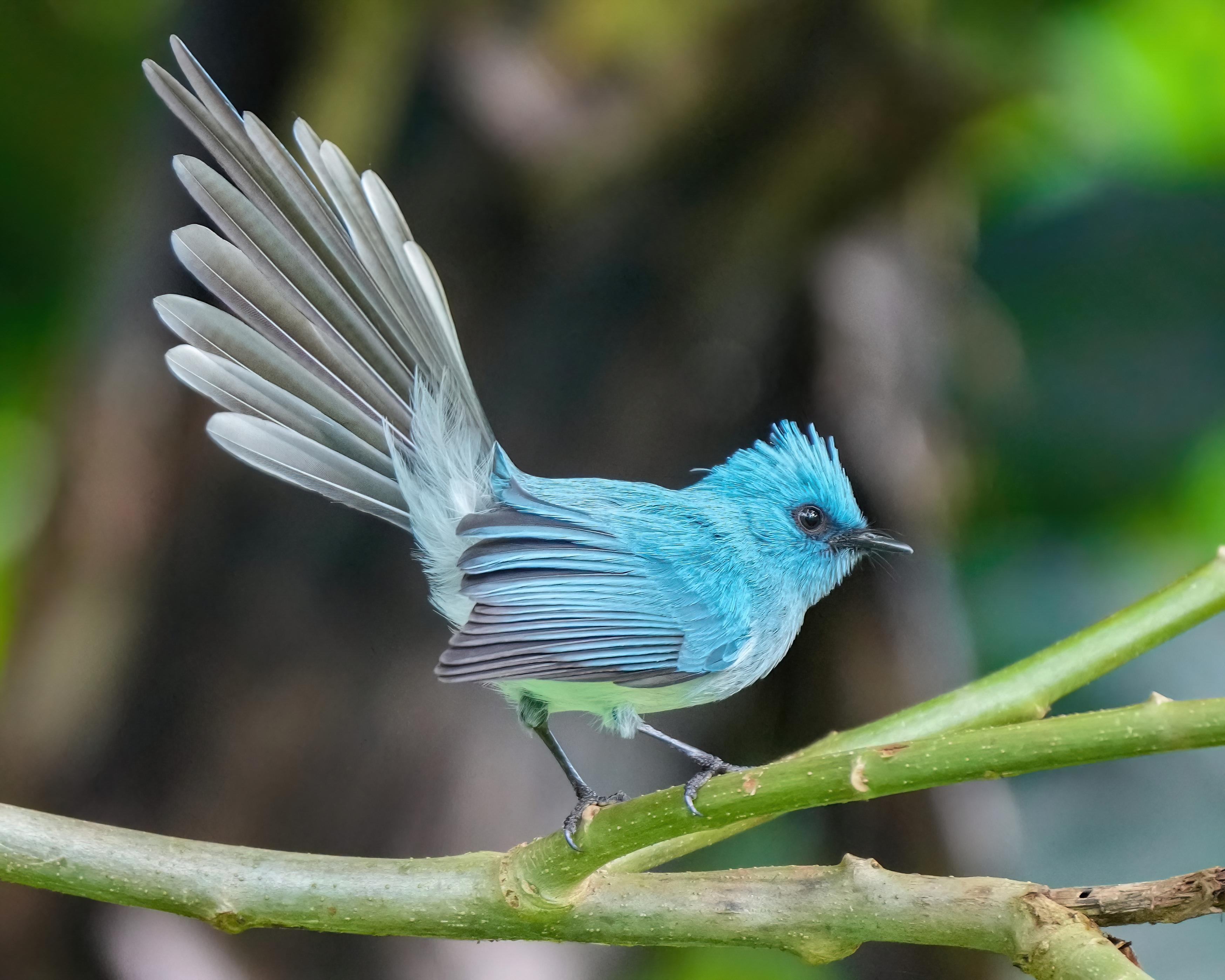
Ельмінія блакитна (Elminia longicauda) в національному парку.

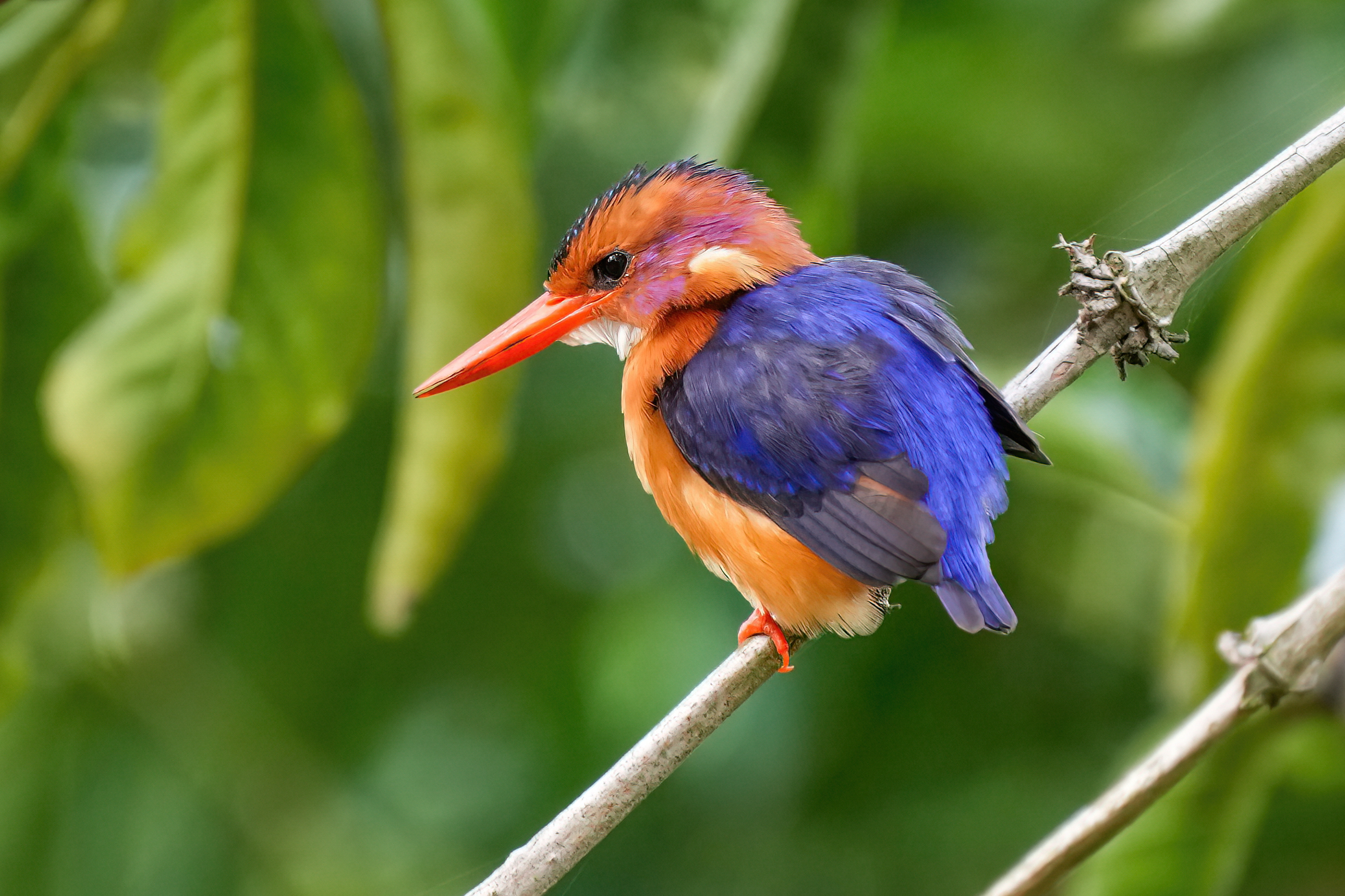
Рибалочка синьоголовий (Ispidina picta) в національному парку.

Національний ліс Кібале має одну з найбільших кількість видів і концентрацій приматів в Африці. Тут мешкає велика кількість шимпанзе, які перебувають під загрозою зникнення, а також мавпа червоний угандійський колобус (статус: під загрозою зникнення) і рідкісна мавпа Л'Хоста (Allochrocebus lhoesti, статус: вразлива).

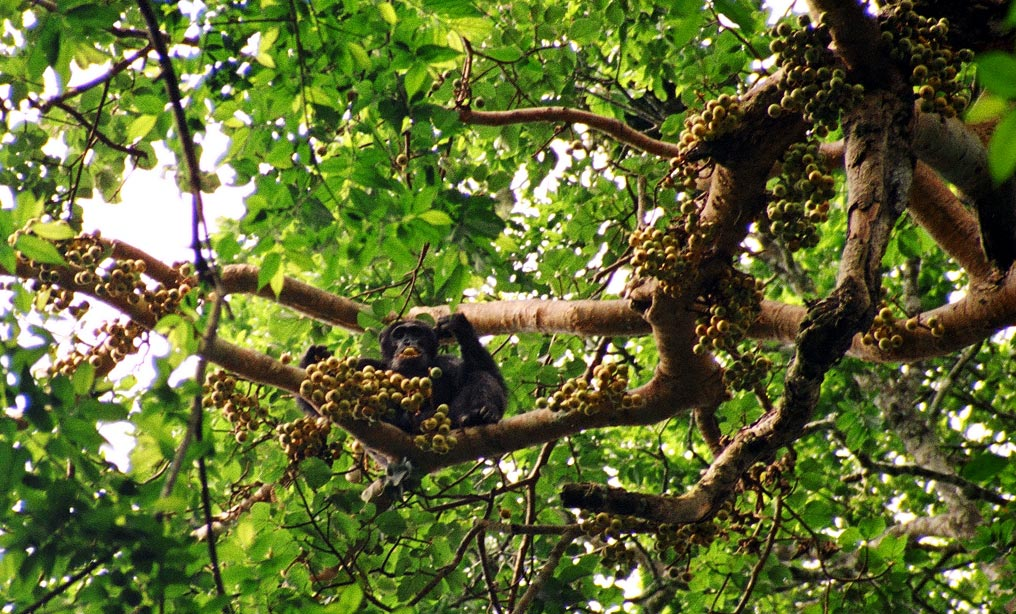
Шимпанзе їсть інжир у національному парку Кібале

У Національному парку Кібале налічується 13 видів приматів. Парк охороняє кілька добре вивчених спільнот звичайних шимпанзе (Pan troglodytes), а також кілька видів центральноафриканських мавп, включаючи угандійського лофоцебуса (Lophocebus ugandae), угандійського червоного колобуса (Procolobus tephrosceles) і мавпу Л'Хоста (Allochrocebus lhoesti). Інші примати, які зустрічаються в парку, включають колобус гереза (Colobus guereza) і голубу мавпу (Cercopithecus mitis). Популяція слонів (Loxodonta africana) парку подорожує між цим парком і Національним парком королеви Єлизавети. Інші наземні ссавці, які зустрічаються в національному парку Кібале, включають антилоп: натальських (Cephalophus natalensis) і блакитних дуїкерів (Philantomba monticola), капських бушбаків (Tragelaphus sylvaticus), ситатунг (Tragelaphus spekii), чагарникових свиней (Potamochoerus larvatus), великих лісових свиней (Hylochoerus meinertzhageni), африканських бородавочників (Phacochoerus africanus) і африканських буйволів (Syncerus caffer). До м'ясоїдних тварин тут належать африканські пантери (Panthera pardus pardus), золотисті каракали (Caracal aurata), сервали (Leptailurus serval), різні мангусти (Herpestidae) та два види видр (Lutrinae). Крім того, час від часу парк відвідують леви (Panthera leo).

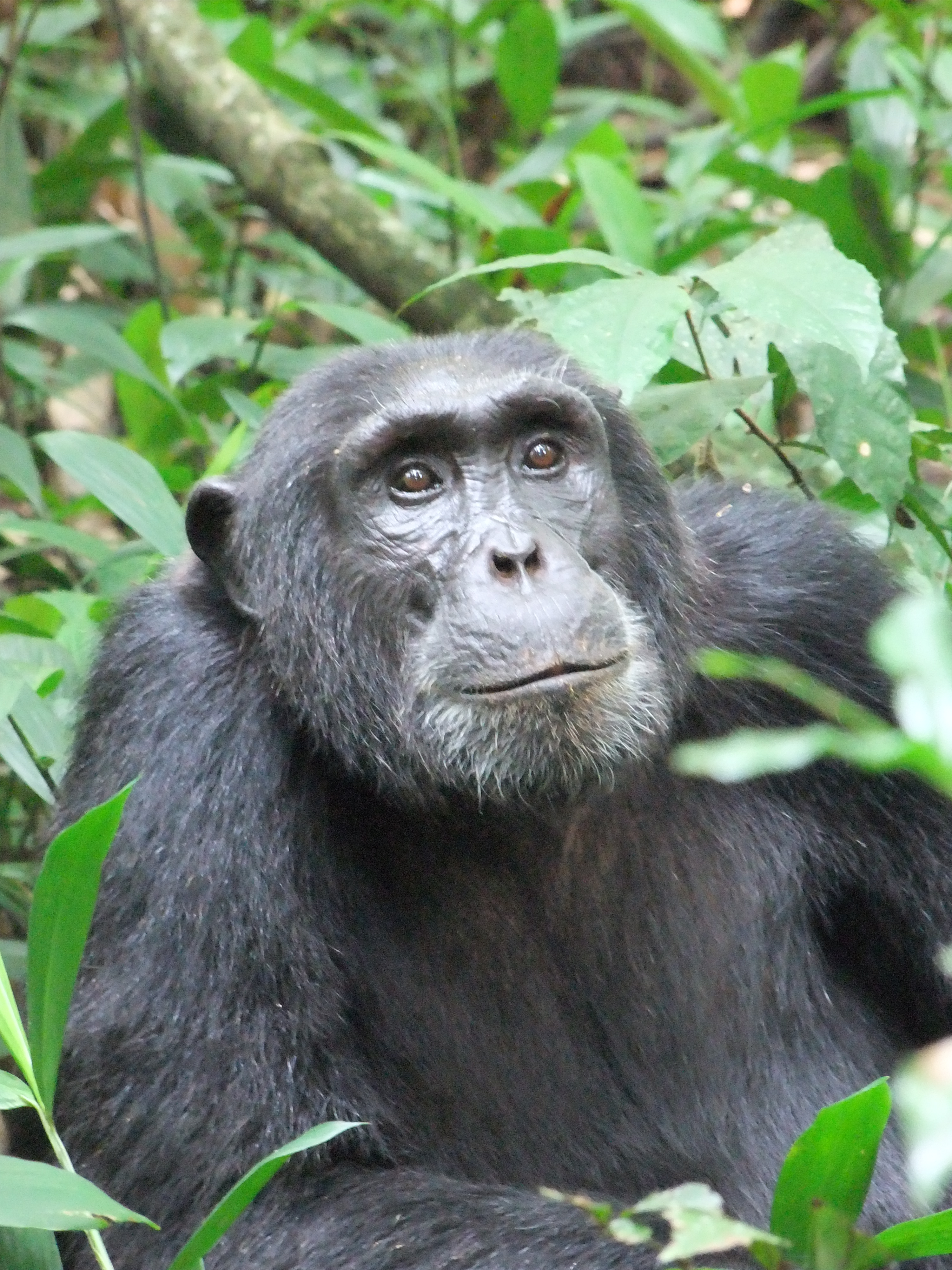
Ручний шимпанзе в національному парку Кібале

Популяції птахів також плідні і різноманітні. Парк може похвалитися 325 видами птахів, у тому числі ельмінією блакитною (Elminia longicauda), оливковою довгохвостою зозулею (Cercococcyx olivinus), дятлом жовтоголовим барбіоном (Pogoniulus coryphaea), двома видами піти: ангольським (Pitta angolensis) та зеленоволим (Pitta reichenowi) і сірим папугою (Psittacus erithacus). Земляний дрізд (Turdus kibalensis) є ендеміком національного парку Кібале.

### Примати

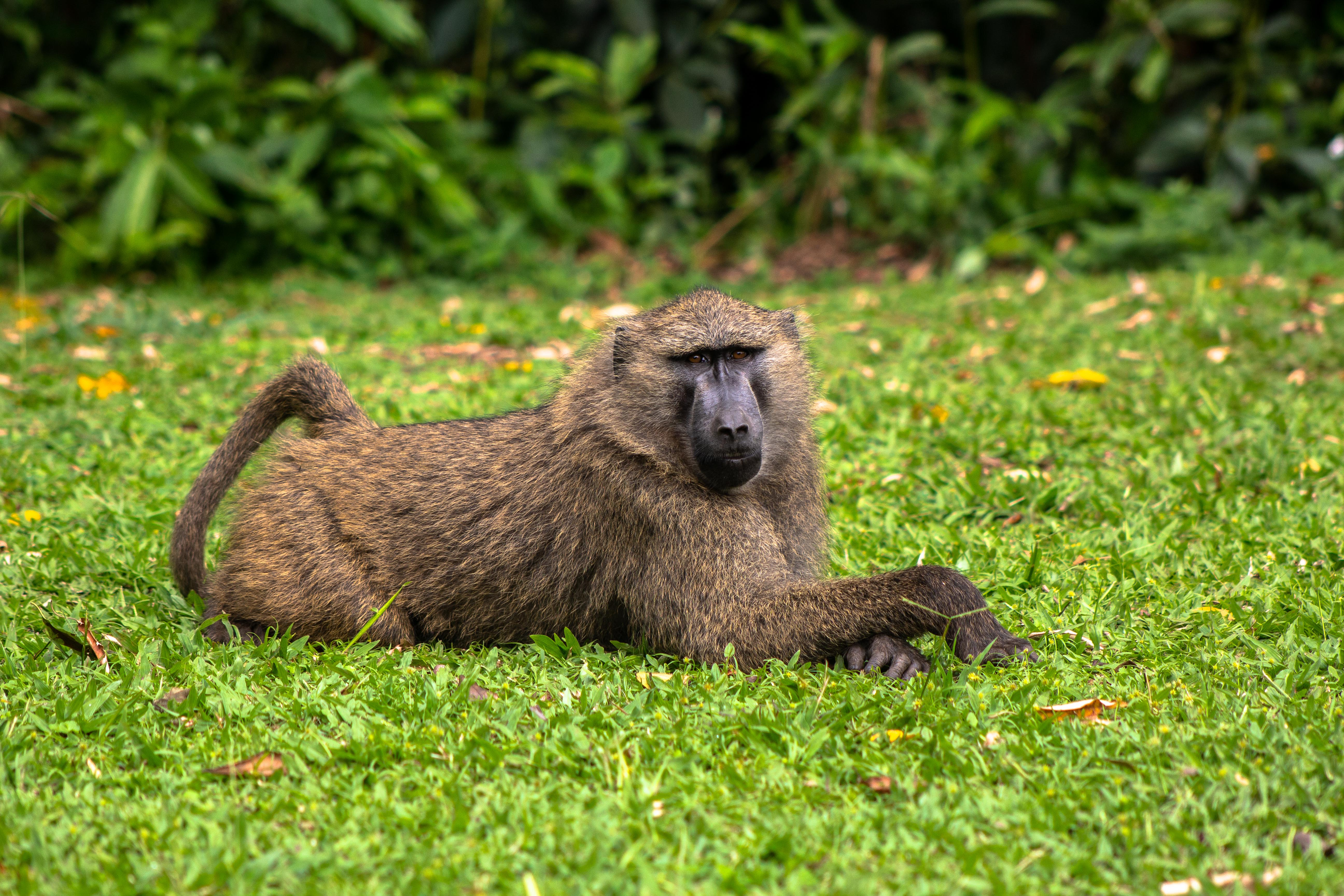
Павіан анубіс (Papio anubis) в парку.

Національний ліс Кібале має дуже велику кількість видів приматів (Primates) у цьому районі. Тут існує багато видів приматів, які проживають в менш порушених ділянках лісу в їхньому природному середовищі. Існують порушення, які заважають деяким із цих видів нормально існувати. Ефекти вирубки лісу спеціально вивчалися кількома людьми. Більшість досліджень показують, що вирубування лісу, очевидно, негативно впливає на тварин, але тут існують деякі суперечності. Деякі види приматів зустрічаються рідше у вирубаних районах, але кількість інших залишається незмінною. Деградовані землі виникають, коли землі розчищаються для сільського господарства, а потім за кілька років закидаються. Ці землі повертаються до свого первісного стану з різною швидкістю, а деякі взагалі не показують повторного відновлення лісу. Вплив цих земель на приматів все ще не досить вивчений, але деякі дослідження почали давати відповіді. Більшість приматів рівномірно розподілені по всьому лісі, незалежно від того, було вторгнення сільського господарства чи ні. У різних видів різний раціон харчування, і багато видів мають листяну дієту. В одному дослідженні було виявлено, що колобус гереза (Colobus guereza) їсть молоде листя замість старого (вважається, що це відбувається тому, що таке листя містить більше білка та його легше перетравлювати).

## Флора

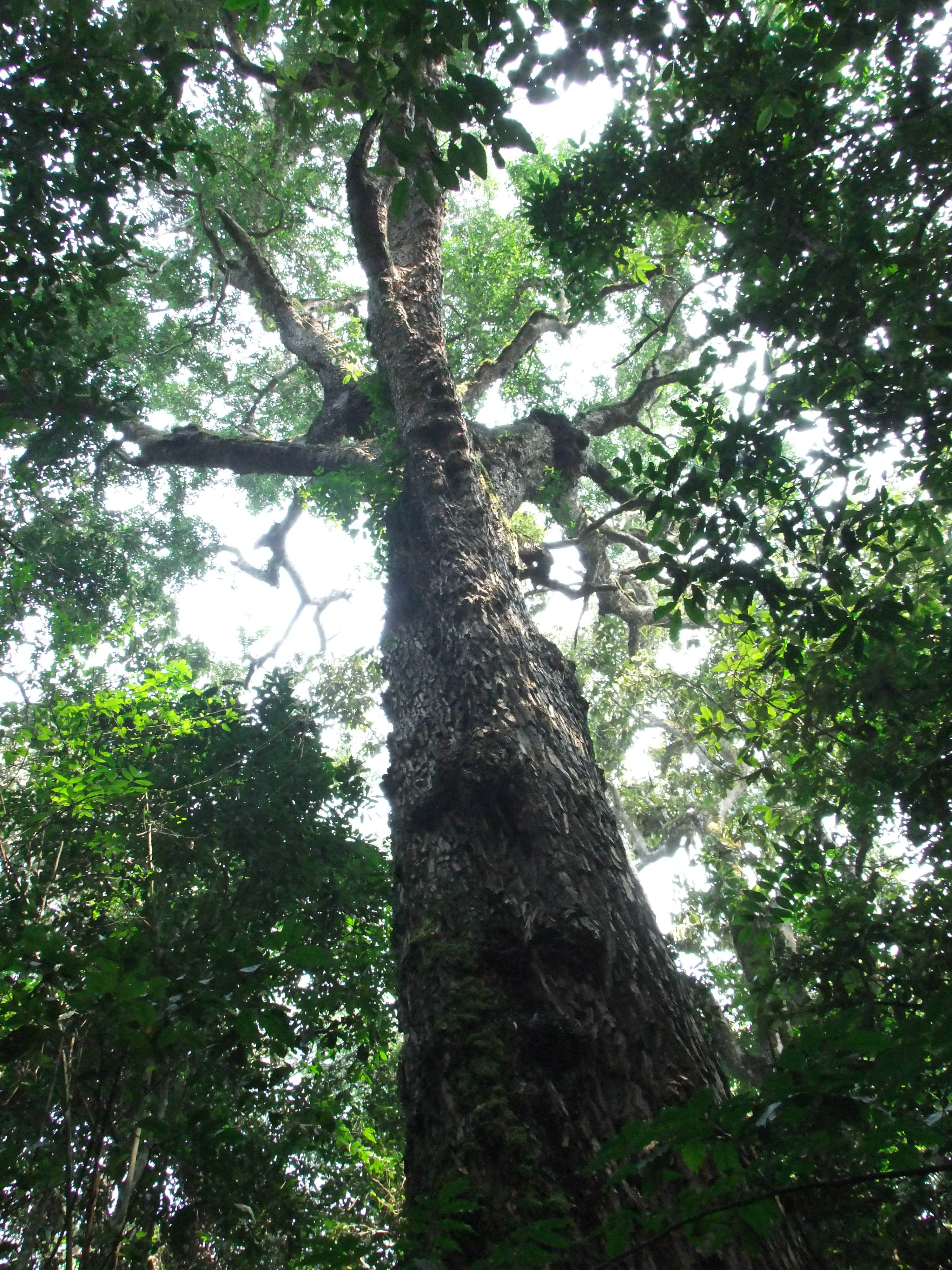
Національний парк Ліс Кібале

У вологих тропічних лісах парку росте приблизно 229 видів дерев. Деякі деревні породи, що знаходяться під загрозою зникнення, включають Cordia millenii, Entandrophragma angolense і Lovoa swynnertonnii. У лісовому підліску переважають тіньовитривалі чагарники та трави, до яких, крім папоротей (Polypodiophyta) і широколистих злаків, належать палісота швейнфуртська та полія згущенна.

## Лісовпорядкування

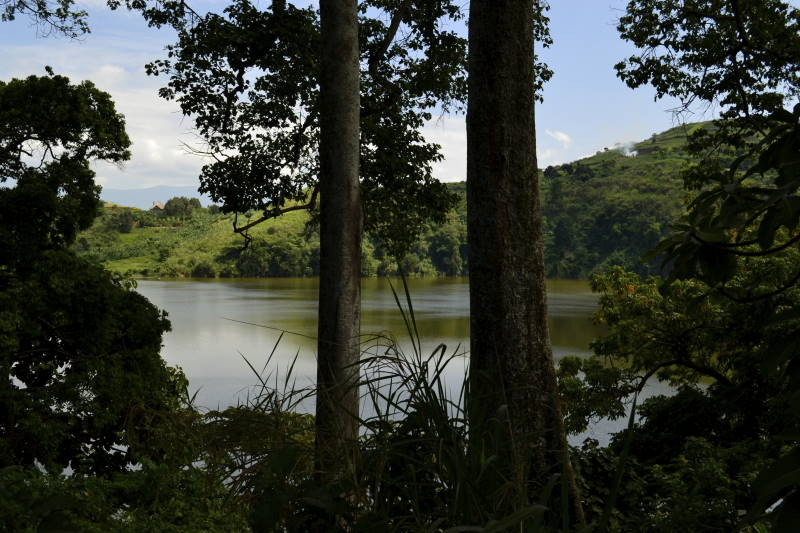
Ліс навкруг озеро Кіфурука.

На території парку було проведено багато досліджень для оцінки факторів, що впливають на відновлення лісів і методи ведення лісового господарства. Результати одного з таких досліджень свідчать про те, що відновлення лісів можна досягти шляхом запобігання пожежам у парку та сприяння природній спадкоємності, щоб луки, утворені внаслідок діяльності людини, могли природним чином відроджуватися в ліси. Результати досліджень показали, що ділянки у парку мали найтривалішу історію відсутності пожеж та найбільшу різноманітність видів дерев. Види дерев, які в більшій мірі залежні від розповсюдження їхнього насіння тваринами, були набагато численнішими, ніж ті види, насіння яких не розповсюджується тваринами, на ділянках з найдовшою тривалістю відсутності пожеж. Це свідчить про те, що тварин, які поширюють насіння, також було більше в районах, де пожежі була відсутні. Нарешті, присутність видів дерев, що розповсюджують насіння, та видів дерев, насіння яких розповсюджується тваринами, на деяких ділянках лук, говорить про те, що запобігання пожежам та забезпечення природного поширення насіння може сприяти лісовідновленню. Інше дослідження оцінювало використання плантацій екзотичних соснових і кипарисових дерев як техніку відновлення лісів у парку. Це дослідження показало високий рівень природного відновлення місцевих дерев у межах соснових насаджень, швидше за все, через використання цих насаджень тваринами, що розповсюджують насіння, такими як червонохвості мавпи (Cercopithecus ascanius), шимпанзе, дуїкери (Philantomba) та чагарникові свині (Potamochoerus larvatus), усі з яких були розміщені або відстежені на плантаціях відновлення лісів.

### Проєкт дикої кави

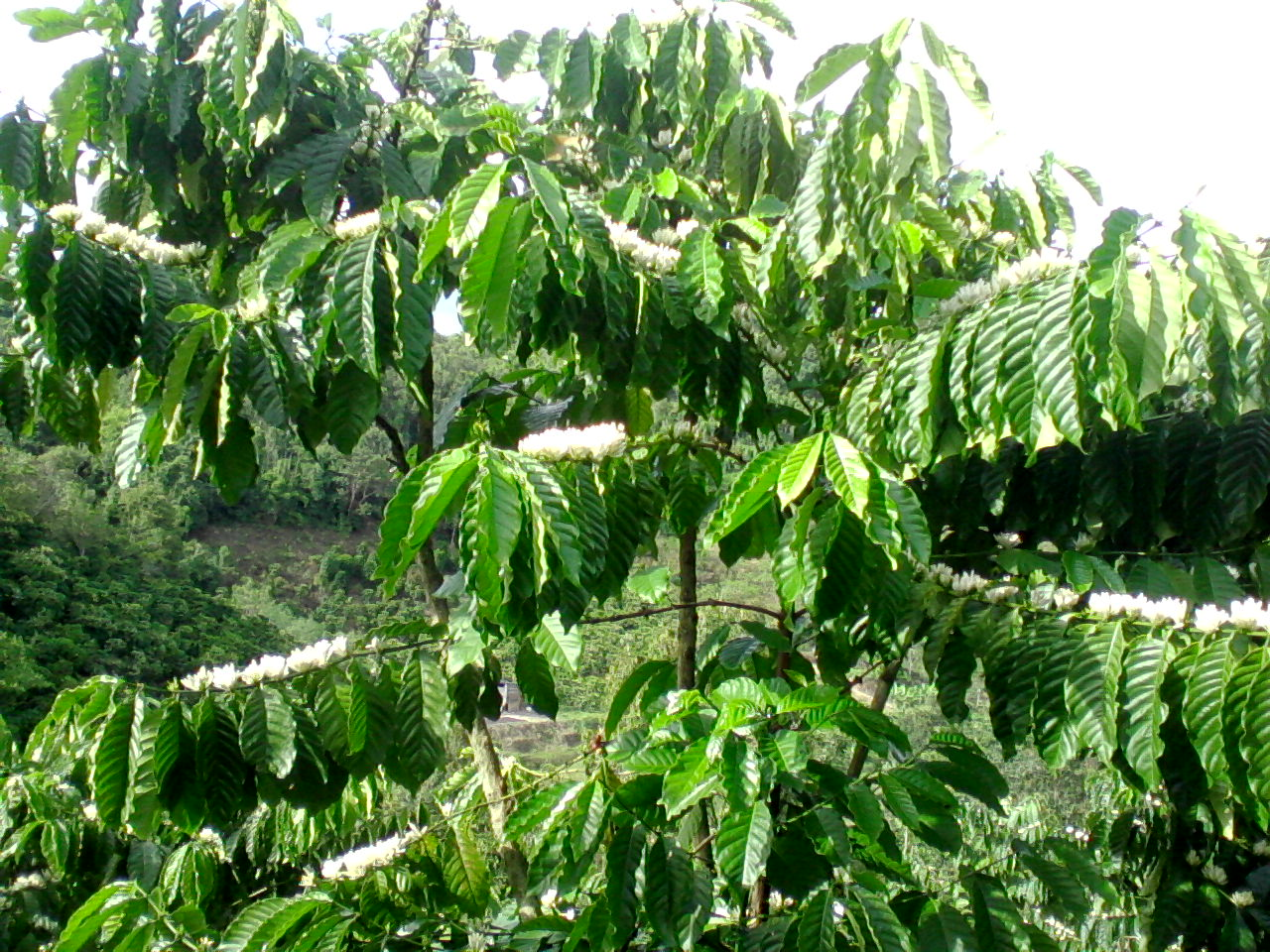
Зарослі кави робуста

Кава робуста (Coffea robusta) росте в лісовій зоні Кібале. З 1999 по 2002 рік було зроблено спробу комерціалізувати цю каву як споживчий бренд преміум-класу, наслідуючи і розширюючи успіх тіньової кави, вирощеної в Центральній Америці. Дохід від виробництва цієї кави призначався для фінансування заходів щодо управління охороною природи.
Початкове фінансування розробки проєкту надійшло від Агентства США з міжнародного розвитку (USAID). Проєкт було реалізовано за фінансування Фонду Форда та за 750 000 доларів США від Глобального екологічного фонду Світового банку. Проєкт мав початковий успіх у встановленні місцевих виробничих стандартів і процедур, а також інфраструктури контролю. Спочатку його очолювала Федерація торгівлі кавою Уганди, поки не було створено незалежну американську неприбуткову організацію «Фонд лісів Кібале», яка взяла на себе керівництво проєктом. Сталий річний врожай оцінювався в 680 кг (1 500 фунт). Сертифікацію органічної продукції надала шведська фірма з маркування «KRAV». Пізніше було виявлено, що попиту на продукт не було, оскільки сорт робуста сприймався як нижчий за каву арабіка, яка зазвичай має високий попит на ринку преміум-класу. Дистриб'ютори кави відмовилися від різних схем змішування. Керівники проєкту підрахували, що для створення попиту знадобиться 800 000 доларів на маркетинг.